# Apéndice birrámeo

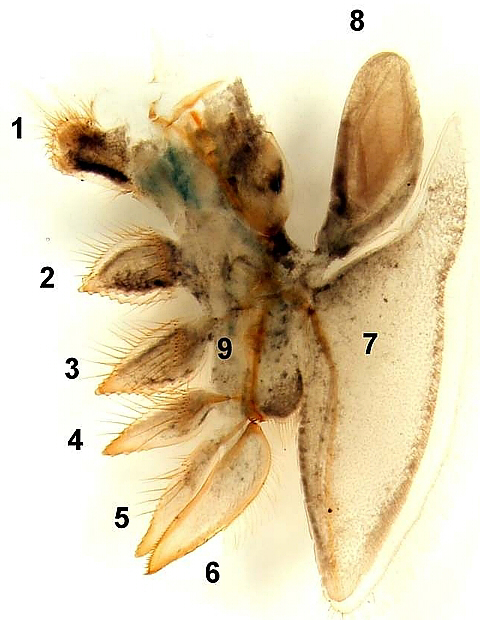
Apéndice birrámeo de un crustáceo (Triops).
1-5: enditos; 6: endopodio; 7: exopodio; 8: epipodio; 9: protopodio.

En los artrópodos, los apéndices birrámeos son aquellos apéndices provistos de dos ejes; son característicos de artrópodos acuáticos (trilobites y crustáceos).
La estructura básica ideal de los apéndices de los artrópodos consta de una parte basal o proximal que sirve como punto de unión con el cuerpo, y una parte distal que, en principio, tienen función locomotora. Dependiendo de la morfología de dicha parte distal, se distinguen dos tipos morfológicos de apéndices, los unirrámeos, con un solo eje (típicos de los artrópodos terrestres como los arácnidos, miriápodos e insectos), y los birrámeos, con dos ejes.

## Estructura
Los apéndices birrámeos poseen dos ejes. La zona proximal se llama protopodio o simpodio, en la que se articulan dos ramas, una principal interna (endopodio) y otra secundaria externa (exopodio). El protopodio puede tener también exitos y enditos, además de epipodios con función respiratoria. Los apéndices birrámeos son típicos de los artrópodos acuáticos (trilobites y crustáceos).
No hay acuerdo sobre qué tipo de apéndice apareció primero en el curso de la evolución. Se han barajado las tres hipótesis posibles, es decir, el modelo primitivo era unirrámeo, el modelo primitivo era birrámeo, y unirrámeos y birrámeos se originaron de modo independiente.